# Ross Curry
Ross Curry (1969) is een zanger en singer-songwriter met een Engelse achtergrond, die opereert vanuit Nederland.

## Biografie
Ross Curry werd geboren in Italië, maar verhuisde op zeer jonge leeftijd naar Liverpool. Toen hij 10 jaar was verhuisde hij met zijn ouders naar Nederland. In Nederland begon hij zijn muzikale carrière in 1983 als drummer van de hardcoreband Blatant Yobs. In 1988 richtte hij de band Spo-Dee-O-Dee op, waarmee hij veel succes had in het clubcircuit en twee albums opnam.
Na het uiteenvallen van de band in 1994 richtte hij de eenmansband Shamus op, waarmee hij in 1996 het veel geprezen Britpopalbum Doolally uitbracht op het Pressure-label. Hierna bracht hij in 1998 een officieel soloalbum uit onder zijn eigen naam. Het album werd enthousiast ontvangen, maar wist geen hoge verkopen te behalen. 
Hij maakte ook deel uit van de Wally Tax band rond de tijd van diens laatst verschenen album, The Entertainer, dat in 2002 is uitgebracht. Op dit album speelde Curry mee en hij schreef tevens mee aan een aantal nummers ervan. 
Zijn tweede plaat 69 werd na ruzie met de platenmaatschappij nooit uitgebracht. Hierna werd het stil rond de carrière van Curry.
In 2004 speelde Curry de rol van Lenny in de rockopera Ren Lenny Ren van Acda en De Munnik. In 2005 bracht hij, na uiteen te zijn gegaan met Pressure, zijn laatste soloalbum uit in eigen beheer.
Sinds 2000 werkt Curry voornamelijk in het coverbandcircuit, waar hij diverse tributebands oprichtte voor onder andere Thin Lizzy, Jimi Hendrix, The Beatles, John Lennon, Small Faces, Van Halen, AC/DC en Deep Purple.
In 2019 tekende Ross bij Zip Records. In de zomer van 2019 werd in Amsterdam het album Blind Samson Eye opgenomen. Een geplande release in april 2020 is uiteindelijk door de covid situatie opgeschoven naar maart 2021. Er volgen daarna een aantal streaming concerten.
Op 22 september 2023 verscheen het album Tune On.

## Discografie

### MetSpo-Dee-O-Dee
- Goin' walkabout (1991)
- Second coming (1993)

### Als Shamus
- Doolally (1996)

### Solo
- Ross Curry (2000)
- 69 (2000; niet uitgegeven)
- Hope springs eternal (2005)
- Blind Samson Eye (2021)

- Tune On (2023)